# Högby socken, Öland
Högby socken på Öland ingick i Åkerbo härad, ingår sedan 1974 i Borgholms kommun och motsvarar från 2016 Högby distrikt i Kalmar län.
Socknens areal är 67,09 kvadratkilometer, varav land 64,70. År 2000 fanns här 1 135 invånare. Tätorten Löttorp med kyrkbyn Högby och sockenkyrkan Högby kyrka ligger i socknen. 

## Administrativ historik
Högby medeltida kyrka, som sånär som på tornet revs 1871, är daterad till 1100-talet. I skriftliga källor omtalas Högby socken dock först i ett odaterat brev från omkring 1320 och ett daterat från 1337. Normsocknen av år 1950 har samma omfattning som den medeltida, med undantag för byn Binnerbäck som omkring 1649 överfördes från Böda socken till Högby.
Vid kommunreformen 1862 övergick socknens ansvar för de kyrkliga frågorna till Högby församling och för de borgerliga frågorna till Högby landskommun. Denna senare uppgick 1952 i Ölands-Åkerbo landskommun och uppgick 1974  i Borgholms kommun. Församlingen uppgick 2006 i Högby-Källa-Persnäs församling som sedan 2010 uppgick i Nordölands församling.
1 januari 2016 inrättades distriktet Högby, med samma omfattning som församlingen hade 1999/2000.
Socknen har tillhört samma fögderier och domsagor som Åkerbo härad. De indelta båtsmännen tillhörde 1:a Ölands båtsmankompani.

## Geografi
Högby socken ligger på norra Öland med Hornsjön i väster. Socknen är flack odlingsbygd med inslag av mossar och ängar.

## Fornminnen
Flera gravrösen från bronsåldern och ett femtontal mindre järnåldersgravfält finns här. En fornborg finns här och en runristning i kyrkan har omtalats.

## Namnet
Namnet (1283 Höghaby), taget från kyrkbyn, har tolkats som 'by med gravhögar från hednisk tid'.

## Befolkningsutveckling
| Befolkningsutvecklingen i Högby socken, Öland 1750–1990                                                 | Befolkningsutvecklingen i Högby socken, Öland 1750–1990 | Befolkningsutvecklingen i Högby socken, Öland 1750–1990 | Befolkningsutvecklingen i Högby socken, Öland 1750–1990 | Befolkningsutvecklingen i Högby socken, Öland 1750–1990 |
| --- | ------------------------------------------------------- | ------------------------------------------------------- | ------------------------------------------------------- | ------------------------------------------------------- |
| |                                                         |                                                         |                                                         |                                                         |
| År |                                                         |                                                         | Folkmängd                                               |                                                         |
| 1750 | 1750                                                    |                                                         | 815                                                     |                                                         |
| 1760 | 1760                                                    |                                                         | 978                                                     |                                                         |
| 1769 | 1769                                                    |                                                         | 1 090                                                   |                                                         |
| 1790 | 1790                                                    |                                                         | 1 080                                                   |                                                         |
| 1800 | 1800                                                    |                                                         | 1 214                                                   |                                                         |
| 1810 | 1810                                                    |                                                         | 1 433                                                   |                                                         |
| 1820 | 1820                                                    |                                                         | 1 531                                                   |                                                         |
| 1830 | 1830                                                    |                                                         | 1 821                                                   |                                                         |
| 1840 | 1840                                                    |                                                         | 2 132                                                   |                                                         |
| 1850 | 1850                                                    |                                                         | 2 367                                                   |                                                         |
| 1860 | 1860                                                    |                                                         | 2 697                                                   |                                                         |
| 1870 | 1870                                                    |                                                         | 2 748                                                   |                                                         |
| 1880 | 1880                                                    |                                                         | 2 855                                                   |                                                         |
| 1890 | 1890                                                    |                                                         | 2 522                                                   |                                                         |
| 1900 | 1900                                                    |                                                         | 2 284                                                   |                                                         |
| 1910 | 1910                                                    |                                                         | 2 038                                                   |                                                         |
| 1920 | 1920                                                    |                                                         | 1 908                                                   |                                                         |
| 1930 | 1930                                                    |                                                         | 1 665                                                   |                                                         |
| 1940 | 1940                                                    |                                                         | 1 587                                                   |                                                         |
| 1950 | 1950                                                    |                                                         | 1 566                                                   |                                                         |
| 1960 | 1960                                                    |                                                         | 1 407                                                   |                                                         |
| 1970 | 1970                                                    |                                                         | 1 225                                                   |                                                         |
| 1980 | 1980                                                    |                                                         | 1 254                                                   |                                                         |
| 1990 | 1990                                                    |                                                         | 1 222                                                   |                                                         |
| Anm: Källor: Umeå universitet - Tabellverket 1749-1859, Demografiska databasen, CEDAR, Umeå universitet |                                                         |                                                         |                                                         |                                                         |

### Fotnoter
1. 1 2 3  Svensk Uppslagsbok andra upplagan 1947–1955: Högby socken
2. 1 2  Harlén, Hans; Harlén Eivy (2003). Sverige från A till Ö: geografisk-historisk uppslagsbok. Stockholm: Kommentus. Libris 9337075. ISBN 91-7345-139-8
3. ↑  Det medeltida Sverige 4:3 Öland
4. ↑  ”Församlingar”. Statistiska centralbyrån. https://www.scb.se/hitta-statistik/regional-statistik-och-kartor/regionala-indelningar/forsamlingar/. Läst 30 december 2022.
5. ↑  Administrativ historik för Högby socken (Klicka på församlingsposten). Källa: Nationella arkivdatabasen, Riksarkivet.
6. 1 2  Sjögren, Otto (1931). Sverige geografisk beskrivning del 2 Östergötlands, Jönköpings, Kronobergs, Kalmar och Gotlands län. Stockholm: Wahlström & Widstrand. Libris 9939
7. 1 2 3  Nationalencyklopedin
8. ↑  Fornlämningar, Statens historiska museum: Högby socken, Öland
9. ↑  Fornminnesregistret, Riksantikvarieämbetet: Högby socken, Öland Fornminnen i socknen erhålls på kartan genom att skriva in sockennamn (utan "socken") i "Ange geografiskt område"